# Rhipidocotyle heptathelata
Rhipidocotyle heptathelata är en plattmaskart. Rhipidocotyle heptathelata ingår i släktet Rhipidocotyle och familjen Bucephalidae. Inga underarter finns listade i Catalogue of Life.